# Asplenium austrobrasiliense
Asplenium austrobrasiliense là một loài dương xỉ trong họ Aspleniaceae. Loài này được Maxon mô tả khoa học đầu tiên năm 1908.
Danh pháp khoa học của loài này chưa được làm sáng tỏ. 